# Mokka-Milch-Eisbar
Le Mokka-Milch-und-Eis-Bar, également appelé Mokka-Milch-Eisbar, était un bar à glaces sur la Karl-Marx-Allee de Berlin.

## Histoire et architecture
Le bâtiment fait partie de la deuxième phase de construction de la Karl-Marx-Allee, anciennement Stalinallee et renommée en 1961. Lors de cet agrandissement de 1961 à 1964 par Josef Kaiser, l'avenue est prolongée de Berlin-Friedrichshain au quartier de Berlin-Mitte. Le Mokka-Milch-und-Eis-Bar est conçu par Walter Franek comme l'un de cinq pavillons identiques. Les bâtiments à toit plat ont une galerie ouverte, et sont recouverts de carreaux de céramique jaune à l'extérieur. Avec le Kino International et le Café Moskau, le bâtiment forme un ensemble intégré dans le complexe résidentiel. Cela comprenait également l'hôtel Berolina jusqu'en 1996, remplacé après sa démolition par la mairie de Mitte, d'aspect très similaire. Les bâtiments étaient destinés à donner un nouvel élan à l'architecture socialiste, désormais davantage orientée vers l'architecture moderne internationale et en même temps peu onéreuse.
Le lieu, situé du côté nord de l'avenue à l'adresse postale Karl-Marx-Allee 35 - est devenu un lieu de rencontre populaire chez les jeunes, appelé Mokke, surtout à partir des années 1980, lorsque des discothèques s'y installaient. À la fin des années 1960, il est connu dans tout le pays grâce à un titre à succès de Thomas Natschinski.
Après la réunification, on y trouve un restaurant et un temps, un night-club. Le restaurant a fermé en 2019.

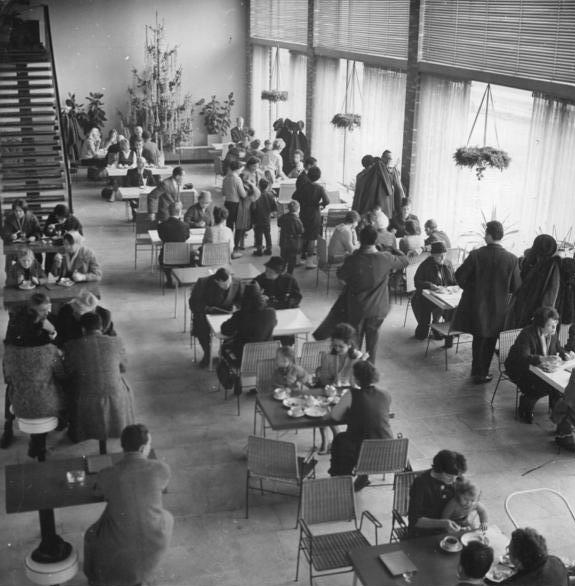
Vue intérieure, 1963.
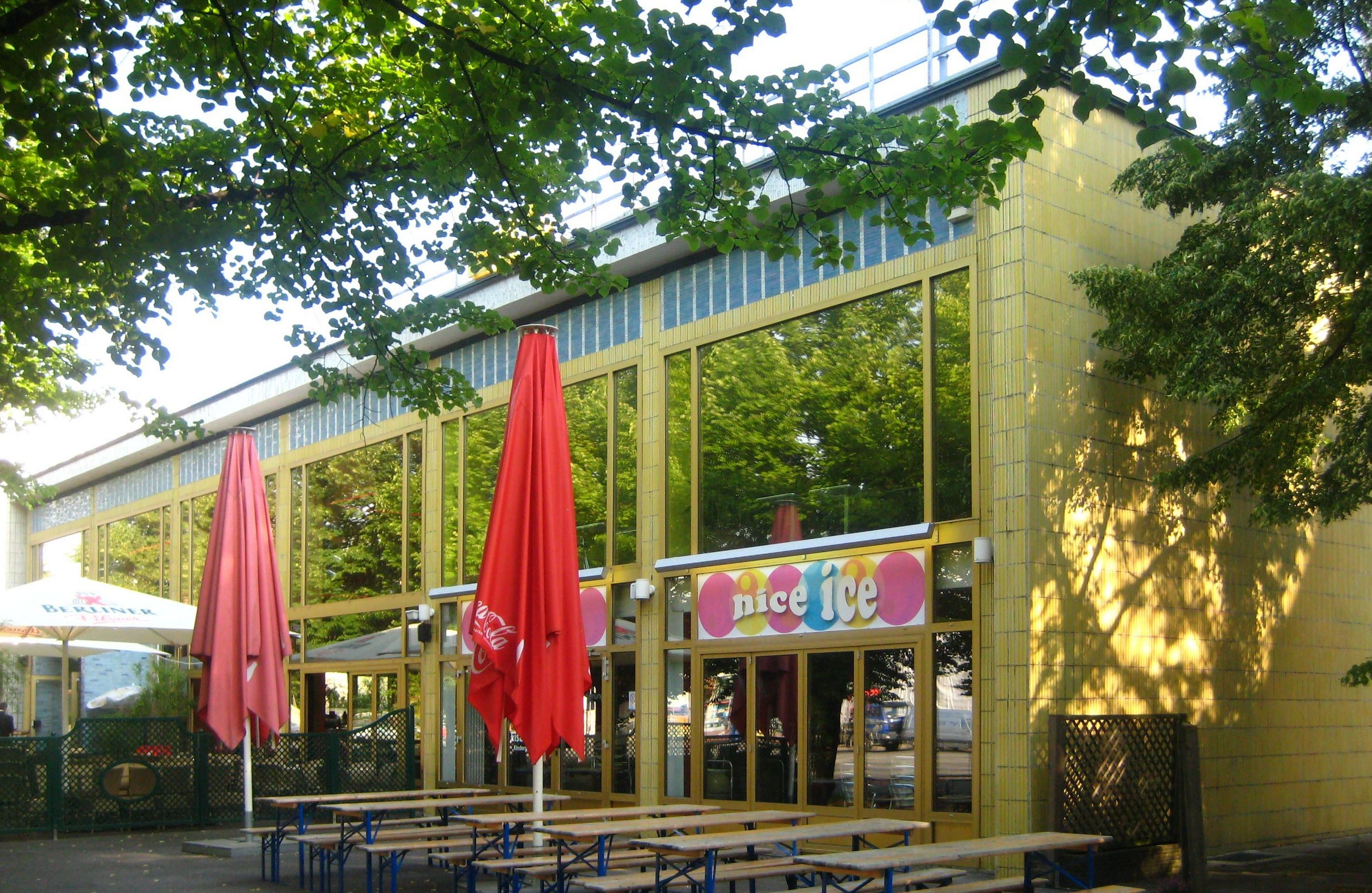
Le bâtiment en 2009.